# Doricha
Doricha es un género de aves apodiformes de la familia Trochilidae —los colibríes— que agrupa apenas a dos especies nativas de México y América Central, cuyas áreas de distribución se encuentran entre el sur de México y el oeste de Honduras y norte de El Salvador. A sus miembros se les conoce por el nombre común de colibríes, o colibríes tijereta.

## Taxonomía
El género Doricha fue propuesto por el zoólogo alemán Heinrich Gottlieb Ludwig Reichenbach en 1854 y la especie tipo originalmente designada por monotipia es Trochilus enicurus, actualmente Doricha enicura.

### Etimología
El nombre genérico femenino «Doricha» se refiere a «Doricha» una famosa cortesana o hetera de la antigua Grecia (700 A.C.).

## Lista de especies
Según las clasificaciones del Congreso Ornitológico Internacional (IOC) y Clements Checklist/eBird, el género agrupa a las siguientes especies con el respectivo nombre popular de acuerdo con la Sociedad Española de Ornitología (SEO):
| Imagen | Nombre científico | Autor                     | Nombre común      | Estado de conservación | Distribución |
| ------ | ----------------- | ------------------------- | ----------------- | ---------------------- | ------------ |
|        | Doricha enicura   | (Vieillot), 1818          | Colibrí colirraro | LC                     |              |
|        | Doricha eliza     | (Lesson & Delattre), 1839 | Colibrí de Elisa  | NT                     |              |